# Pablo Parra
Pablo Alejandro Parra Rubilar, noto semplicemente come Pablo Parra (Chillán, 23 luglio 1994), è un calciatore cileno, centrocampista del Palestino e della nazionale cilena.

## Caratteristiche tecniche
È un centrocampista offensivo.

## Carriera
Cresciuto nel settore giovanile del Ñublense, ha esordito in prima squadra il 5 maggio 2020 in occasione dell'incontro di Primera División pareggiato 1-1 contro il Cobreloa.

## Palmarès

### Club

#### Competizioni nazionali
- Campionato cileno: 1

Colo-Colo: 2024
- Copa Chile: 1

Colo-Colo: 2023
- Supercopa de Chile: 1

Colo-Colo: 2024